# Coppa dei Campioni 1993-1994 (pallavolo femminile)
La Coppa dei Campioni di pallavolo femminile 1993-1994 è stata la 34ª edizione del massimo torneo pallavolistico europeo per squadre di club; iniziata con la fase ad eliminazione diretta a partire dal 6 novembre 1993, si è conclusa con la final-four, il 13 marzo 1994. Alla competizione hanno partecipato 30 squadre e la vittoria finale è andata per la settima volta al Volejbol'nyj klub Uraločka.

## Squadre partecipanti
| - Panathīnaïkos - CJD Berlin - Slávia Bratislava - Rapid Bucarest - Pałac Bydgoszcz - Uraločka - Herentals - Holte - VakıfBank - Koll | - BTV Lucerna - Lushnja - GYM - Hapoël Mateh Asher - Branik - Matera - Murcia - Amkodor Minsk - Olomouc - Aurora Riga | - Riom - Boavista - PSV Salzburg - CSKA Sofia - Rabotnički - Vasama Vaasa - Vughtse - HAOK Mladost - Orbita |

## Prima fase

### Squadre qualificate
- Panathīnaïkos
- Pałac Bydgoszcz
- Hapoël Mateh Asher
- Holte
- CSKA Sofia
- Orbita

## Seconda fase

### Squadre qualificate
- Panathīnaïkos
- Slávia Bratislava
- Pałac Bydgoszcz
- Hapoël Mateh Asher
- Amkodor Minsk
- Olomouc
- Vughtse
- Orbita

## Ottavi di finale

### Squadre qualificate
- Uraločka
- Matera
- Murcia
- Olomouc
- Riom
- HAOK Mladost
- Orbita

## Quarti di finale

### Squadre qualificate
- Uraločka
- Matera
- Olomouc
- HAOK Mladost

## Final-four

### Finali 1º e 3º posto
|  | Semifinali   | Semifinali   | Semifinali |          |              | Finale             | Finale             | Finale             |  |
|  |              |              |            |          |              |                    |                    |                    |  |
|  | Olomouc      | Olomouc      | 0          |          |              |                    |                    |                    |  |
|  | Olomouc      | Olomouc      | 0          |          |              |                    |                    |                    |  |
|  | HAOK Mladost | HAOK Mladost | 3          |          |              |                    |                    |                    |  |
|  | HAOK Mladost | HAOK Mladost | 3          |          | HAOK Mladost | HAOK Mladost       | 2                  |                    |  |
|  |              |              |            |          | HAOK Mladost | HAOK Mladost       | 2                  |                    |  |
|  |              |              | Uraločka   | Uraločka | 3            |                    |                    |                    |  |
|  | Matera       | Matera       | Uraločka   | Uraločka | 3            | 2                  |                    |                    |  |
|  | Matera       | Matera       |            |          |              | 2                  |                    |                    |  |
|  | Uraločka     | Uraločka     | 3          |          |              | Finale 3º/4º posto | Finale 3º/4º posto | Finale 3º/4º posto |  |
|  | Uraločka     | Uraločka     | 3          |          |              |                    |                    |                    |  |
|  |              |              |            |          |              |                    |                    |                    |  |
|  |              |              |            |          |              | Olomouc            | Olomouc            | 0                  |  |
|  |              |              |            |          |              | Olomouc            | Olomouc            | 0                  |  |
|  |              |              |            |          |              | Matera             | Matera             | 3                  |  |